# 希延山 (施維茨阿爾卑斯山脈，2,259米)
47°03′34″N 8°59′30″E / 47.059355°N 8.991778°E

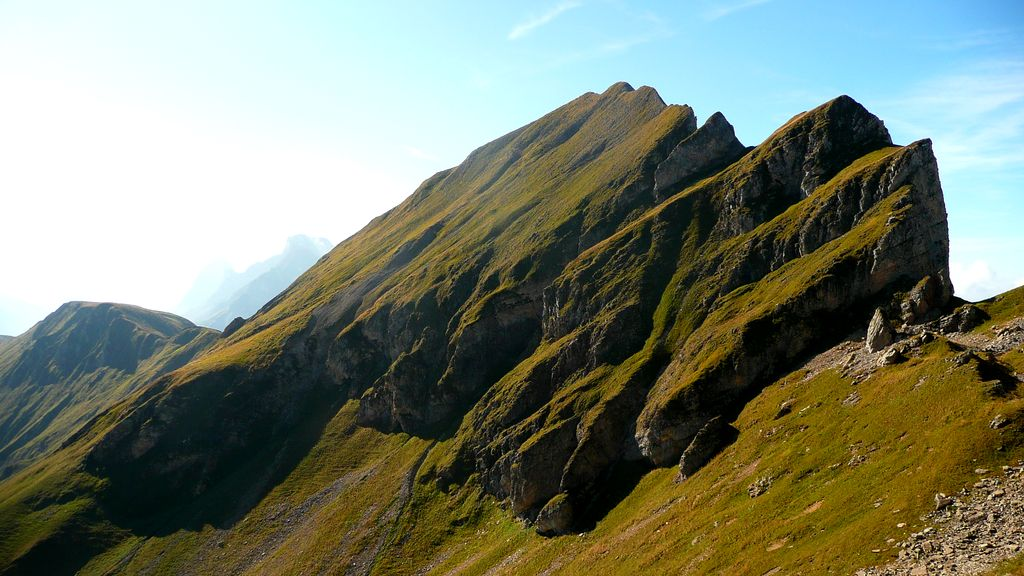

希延山（Schijen），是瑞士的山峰，位於該國東部，由格拉魯斯州負責管轄，屬於施維茨阿爾卑斯山脈的一部分，海拔高度2,259米，每年平均降雨量1,954毫米。